# Хорчер, Даррелл
Даррелл Хорчер (родился 28 июля 1987) - американский боец смешанных единоборств. 
Выступал в UFC в легком весе. Профессиональную карьеру боец начал в 2010 году.

## Карьера

### Начало карьеры
Профессиональную карьеру боец ММА начал в 2010. Хорчер провёл первые поединки в местном промоушене Пенсильвании. С рекордом из шести побед был подписан в Bellator.

## Результаты боёв в ММА
| Боёв 20  | Побед 15 | Поражений 5 |
| -------- | -------- | ----------- |
| Нокаутом | 8        | 1           |
| Сдачей   | 1        | 1           |
| Решением | 6        | 3           |

| Результат | Рекорд | Соперник           | Способ                                                  | Турнир                               | Дата             | Раунд | Время | Место                            | Примечание                                                 |
| --------- | ------ | ------------------ | ------------------------------------------------------- | ------------------------------------ | ---------------- | ----- | ----- | -------------------------------- | ---------------------------------------------------------- |
| Поражение | 15–5   | Оливье Обин-Мерсье | Единогласное Решение                                    | PFL 7: плей-офф-сезона 2021          | 13 августа 2021  | 3     | 5:00  | Флорида, Холливуд, США           |                                                            |
| Победа    | 15–4   | Вадим Огар         | Технический нокаут (удары)                              | CFFC 91                              | 18 декабря 2020  | 1     | 0:29  | Пенсильвания, США                |                                                            |
| Поражение | 14–4   | Рузвельт Робертс   | Сдача (Гильотина)                                       | Ultimate Fighter 28 Finale           | 30 ноября 2018   | 1     | 4:50  | Лас-Вегас, Невада, США           |                                                            |
| Поражение | 14–3   | Скотт Хольцмен     | Единогласное решение                                    | UFC Fight Night: Свонсон vs. Ортега  | 9 декабря 2017   | 3     | 5:00  | Калифорния, США                  |                                                            |
| Победа    | 14–2   | Девин Пауэлл       | Раздельное решение                                      | UFC Fight Night: Кьеза vs. Ли        | 25 июня 2017     | 3     | 5:00  | Оклахома, США,                   |                                                            |
| Поражение | 13–2   | Хабиб Нурмагомедов | Технический нокаут (удары)                              | UFC on Fox: Teixeira vs. Evans       | 16 апреля 2016   | 2     | 3:38  | Тампа, Флорида, США              | Catchweight (160 lbs) bout.                                |
| Победа    | 13–1   | Стефан Регман      | Технический нокаут (удары)                              | CFFC 52: Horcher vs. Regman          | 31 октября 2015  | 3     | 3:23  | Атлантик-Сити, Нью-Джерси, США   | Defended the CFFC Lightweight Championship.                |
| Победа    | 12–1   | Джордан Штайнер    | Технический нокаут (удар ногой в голову и удары руками) | CFFC 45: Stiner vs. Horcher          | 7 февраля 2015   | 3     | 3:45  | Атлантик-Сити, Нью Джерси, США   | Won the vacant CFFC Lightweight Championship.              |
| Победа    | 11–1   | Алекс Риччи        | Единогласное решение                                    | CFFC 40: Horcher vs. Ricci           | 23 августа 2014  | 3     | 5:00  | Кинг-оф-Праша, Пенсильвания, США |                                                            |
| Победа    | 10–1   | Габриель Миглиоли  | Единогласное решение                                    | CFFC 35: Heckman vs. Makashvili      | 26 апреля 2014   | 3     | 5:00  | Атлантик-Сити, Нью-Джерси, США   |                                                            |
| Победа    | 9–1    | Майк Медрано       | Единогласное решение                                    | CFFC 30: Sterling vs. Roberts        | 2 ноября 2013    | 3     | 5:00  | Кинг-оф-Праша, Пенсильвания, США |                                                            |
| Поражение | 8–1    | Филлип Новер       | Единогласное решение                                    | Bellator 95                          | 4 апреля 2013    | 3     | 5:00  | Атлантик-Сити, Нью-Джерси, США   |                                                            |
| Победа    | 8–0    | Крис Лигуори       | Единогласное решение                                    | Bellator 83                          | 7 декабря 2012   | 3     | 5:00  | Атлантик-Сити, Нью-Джерси, США   |                                                            |
| Победа    | 7–0    | Эй Джей Брукс      | Нокаут (удары)                                          | Bellator 77                          | 19 октября 2012  | 1     | 0:21  | Рединг, Пенсильвания, США        | Bellator Season Seven Lightweight Tournament reserve bout. |
| Победа    | 6–0    | Джордж Шеппард     | Нокаут (удары)                                          | CDMMA: Complete Devastation 5        | 14 июля 2012     | 2     | 2:36  | Алтуна, Пенсильвания, США        | Won the Complete Devastation Lightweight Championship.     |
| Победа    | 5–0    | Джон Вашингтон     | Единогласное решение                                    | Пенсильвания Fighting Championship 6 | 19 ноября 2011   | 3     | 5:00  | Гаррисберг, Пенсильвания, США    |                                                            |
| Победа    | 4–0    | Террелл Хоуббс     | Болевой приём (кимура)                                  | Пенсильвания Fighting Championship 5 | 25 марта 2011    | 2     | 3:34  | Гаррисберг, Пенсильвания, США    |                                                            |
| Победа    | 3–0    | Дэн Хоуп           | Нокаут (удары)                                          | Fight Night in the Cage 3            | 19 декабря 2010  | 1     | 4:56  | Ланкастер, Пенсильвания, США     |                                                            |
| Победа    | 2–0    | Уильям Меттс       | Технический нокаут (удары)                              | PFC: PA Fighting Championships 4     | 20 ноября 2010   | 1     | 4:40  | Гаррисберг, Пенсильвания, США    |                                                            |
| Победа    | 1–0    | Стив Франклин      | Технический нокаут (удары)                              | Fight Night in the Cage 1            | 10 сентября 2010 | 1     | 0:48  | Ланкастер, Пенсильвания, США     |                                                            |